# 安位 (水西)
安位（？—1635年），水西土司、明朝贵州宣慰使。
安位之父为水西土司安尧臣，母为奢社辉。萬曆四十一年（1613年），安尧臣死，安位继位。安位年幼，水西为其母奢社輝主政。奢社輝與兄長永寧宣撫奢崇明爭奪土地，互相仇殺。安位的族叔安邦彦素懷異志，便與奢崇明勾結。
奢崇明起兵反叛明朝後，安邦彥控制了水西並舉兵響應，安位母子都無法制衡他，成為他的傀儡。，天启二年，安邦彦围困贵阳城，挟安位造反，自称为“罗甸王”，史稱奢安之乱。崇祯元年，朱燮元調贵、湖、云、川、广五省兵力擊之，二年八月，安邦彦、奢崇明合兵十万进犯赤水、永宁，朱燮元诱敌深入，又派奇兵“绕其后，急击之，贼大惊溃”，安位及其母逃到火灼堡，明廷击杀奢崇明、安邦彦于永宁，斩叛军万余人。崇祯三年安位投降。明廷認為安位是被脅迫參加叛亂的，因此沒有追究其責任，仍讓他承襲原職。
崇禎八年（1635年），安位去世，無子，土目化沙、臥這、阿烏密爭奪水西土司之位。明廷再次出現了將水西改土歸流的聲音。朱燮元據理力爭，使得水西被分裂為十二州，由各土目管理。這引起了當地諸土目的不滿，紛紛叛亂。直到崇禎十年（1637年），明廷才廢除十二州、恢復水西土司，由安萬銓之孫安世繼承土司之位。